# Guidjel (distrito)
Guidjel é um distrito localizado na província de Sétif, Argélia.[carece de fontes?] Sua capital é a cidade de mesmo nome.

## Comunas
O distrito consiste em duas comunas:
- Guidjel
- Ouled Sabor